# لورنس جاك
لورنس جاك هو منافس ألعاب قوى فانواتي، ولد في 13 يناير 1968.

## وصلات خارجية
- لورنس جاك على موقع الاتحاد الدولي لألعاب القوى (الإنجليزية)
- لورنس جاك على موقع أوليمبيديا (الإنجليزية)
- لورنس جاك على موقع اتحاد ألعاب الكومنولث (مؤرشف) (الإنجليزية)